# Oberamt (Kurpfalz)
Die Bezeichnung Oberamt hatte sich in der Kurpfalz bis zum Dreißigjährigen Krieg noch nicht als klare Unterscheidung und Überordnung über andere Ämter, Amt oder Unteramt bezeichnet, durchgesetzt. Erst danach bildete sich die hierarchische Struktur heraus, so dass von 1736 bis zum Ende der Kurpfalz 1803 neben den Stadtämtern Mannheim, Heidelberg und Frankenthal insgesamt 19 Oberämter existierten.

## Städte und ihre Einwohnerzahl im Jahr 1777
| Stadt       | Einwohnerzahl |
| ----------- | ------------- |
| Mannheim    | 14.161        |
| Heidelberg  | 10.195        |
| Frankenthal | 3.461         |

## Oberämter und ihre Einwohnerzahl im Jahr 1777
| Oberamt             | Einwohnerzahl |
| ------------------- | ------------- |
| Oberamt Alzey       | 37.985        |
| Oberamt Bacharach   | 4.959         |
| Oberamt Boxberg     | 3.881         |
| Oberamt Bretten     | 8.548         |
| Oberamt Kreuznach   | 15.537        |
| Oberamt Germersheim | 24.458        |
| Oberamt Heidelberg  | 41.152        |
| Oberamt Ladenburg   | 4.277         |
| Oberamt Lauterecken | 4.019         |
| Oberamt Lautern     | 19.670        |
| Oberamt Lindenfels  | 4.170         |
| Oberamt Mosbach     | 22.146        |
| Oberamt Neustadt    | 29.447        |
| Oberamt Oppenheim   | 10.540        |
| Oberamt Otzberg     | 1.995         |
| Oberamt Simmern     | 8.984         |
| Oberamt Stromberg   | 4.850         |
| Oberamt Umstatt     | ca. 5000      |
| Oberamt Veldenz     | 2.240         |

Karte der Oberämter des westlichen Teils Pfalzbaierns um 1789:
1: Frankenthal, 2: Mannheim, 3, 17: Heidelberg
4: Alzey, 5: Bacharach, 6: Germersheim
7: Kreuznach, 8: Neustadt, 9: Lautern
10: Lauterecken, 11: Oppenheim, 12: Simmern
13: Stromberg, 14: Veldenz, 15: Boxberg
16: Bretten, 18: Ladenburg, 19: Lindenfels
20: Mosbach, 21: Otzberg, 22: Umstadt

Die Gesamteinwohnerzahl betrug 276.681.